# STAG1
STAG1‏ (Stromal antigen 1) هوَ بروتين يُشَفر بواسطة جين STAG1 في الإنسان.